# بورجارت كلاوبنير
بورجارت كلاوبنير (بالألمانية: Burghart Klaußner)‏ (و. 1949  م) هو مغني، وممثل مسرحي، وممثل أفلام، ومؤدي ألماني، ولد في برلين.

## جوائز
حصل على جوائز منها:

جائزة الفيلم الألماني ‏

## وصلات خارجية
- بورجارت كلاوبنير على موقع IMDb (الإنجليزية)
- بورجارت كلاوبنير على موقع مونزينجر (الألمانية)
- بورجارت كلاوبنير على موقع قاعدة بيانات الأفلام العربية
- بورجارت كلاوبنير على موقع ألو سيني (الفرنسية)
- بورجارت كلاوبنير على موقع ميوزك برينز (الإنجليزية)
- بورجارت كلاوبنير على موقع أول موفي (الإنجليزية)
- بورجارت كلاوبنير على موقع أول موفي (الإنجليزية)
- بورجارت كلاوبنير على موقع قاعدة بيانات الأفلام السويدية (السويدية)
- بورجارت كلاوبنير على موقع ديسكوغز (الإنجليزية)
- بورجارت كلاوبنير على موقع قاعدة بيانات الفيلم (الإنجليزية)